# رسپندا د لا پنیا
رسپندا د لا پنیا (به اسپانیایی: Respenda de la Peña) یک شهرستان در اسپانیا است که در استان پالنسیا واقع شده‌است.

## خصوصیات
رسپندا د لا پنیا ۶۵ کیلومترمربع مساحت و ۲۲۸ نفر جمعیت دارد.